# Nederländernas damlandslag i bandy
 Nederländernas damlandslag i bandy debuterade i VM 2022 och slutade på femte plats bland åtta lag efter att ha vunnit B-gruppen.
Det första historiska VM-målet gjorde Britt Wortel. 
Meinke Gommans avgjorde finalen i B-gruppen genom att göra matchens enda mål mot Storbritannien.
Bästa målskytt blev Hanne Gezelius med 4 mål.  